# アーチ・エネミー
アーチ・エネミー(Arch Enemy)は、スウェーデン出身のメロディックデスメタル・バンド。
北欧の実力派ギタリスト マイケル・アモット等が在籍し、デスボイスの女性ボーカリストを擁する事でも知られる。

## 概要・背景
元カーカス及びカーネイジのマイケル・アモット(G)とカーネイジのバンドメイトだったヨハン・リーヴァ(Vo)、そしてマイケルの弟であるクリストファー・アモット(G)を中心に結成される。デスメタルに非常に高い叙情性を有するメロディを導入した音楽を特徴とする。また2001年にボーカリストが男性から女性に替わり、デスメタルシーンにおける女性ミュージシャンの活躍の場の拡大に大きく貢献した。
初期の編成は流動的であったが、2001年以降は安定したラインナップを保っていた。しかし、2005年に弟クリストファーが突如脱退。以降、度々ギタリストの交代劇が起きている。
世界的にバンドの人気が拡大したのはアンジェラ加入以降で、それ以前については日本は例外として世界的にはあまり知られていない。現在でも彼らにとって最も大きな市場は日本。日本以外ではフランスでも人気が高く、『ウォー・エターナル』ヨーロッパツアーで、彼らが最も多く公演を行った国がフランスである。

### バンド名
バンド名の読み方に関してはアーチ・エネミーが本来の英単語の発音に近く、バンドメンバーも本来の英単語のように発音しているが、日本でのレーベルであったトイズファクトリーは日本での読みをデビュー当初アーク・エネミーと表記した為、日本ではアーチ・エネミーとアーク・エネミーの二種類の呼び方が存在している。8thアルバム『KHAOS LEGIONS (ケイオス・リージョンズ)』から、アーチ・エネミーが日本盤でも用いられるようになった為、この項でも、アーチ・エネミーと呼ぶ。
音楽ジャーナリストの酒井康は、「アーク」を誤りとして批判したこともあり、自身がDJを務めていたラジオ等では一貫して「アーチ・エネミー」と呼んでいた。
「archenemy」は「サタン」の意味で、本来は一語である。

## 略歴

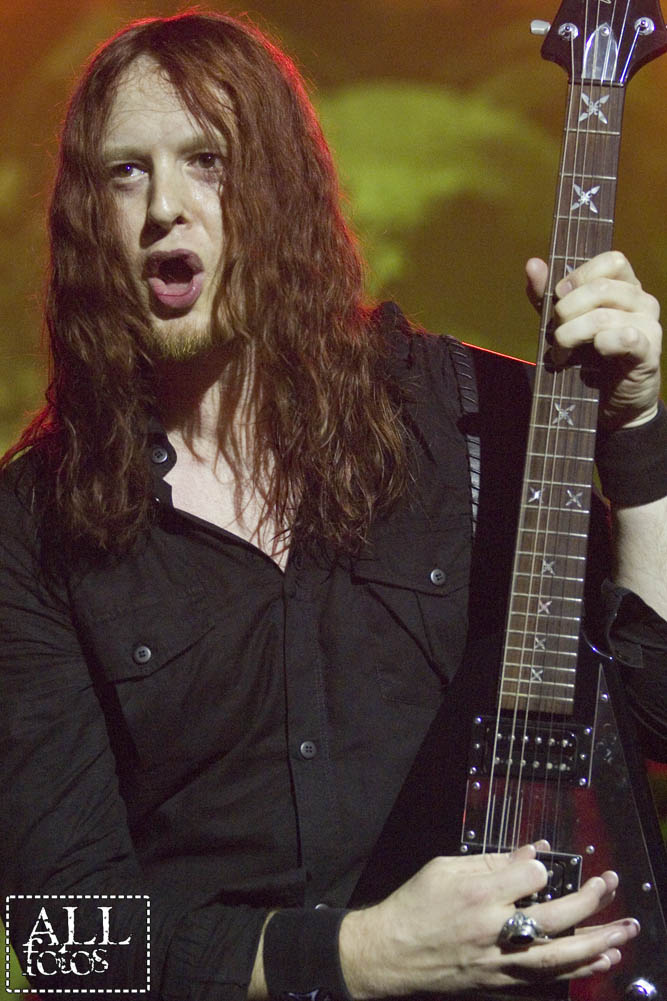
マイケル・アモット(G) 2007年

### ヨハン・リーヴァ在籍期 (1996年 - 2000年)

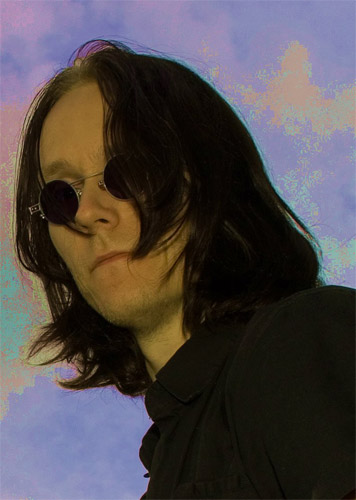
ヨハン・リーヴァ(Vo) 2006年

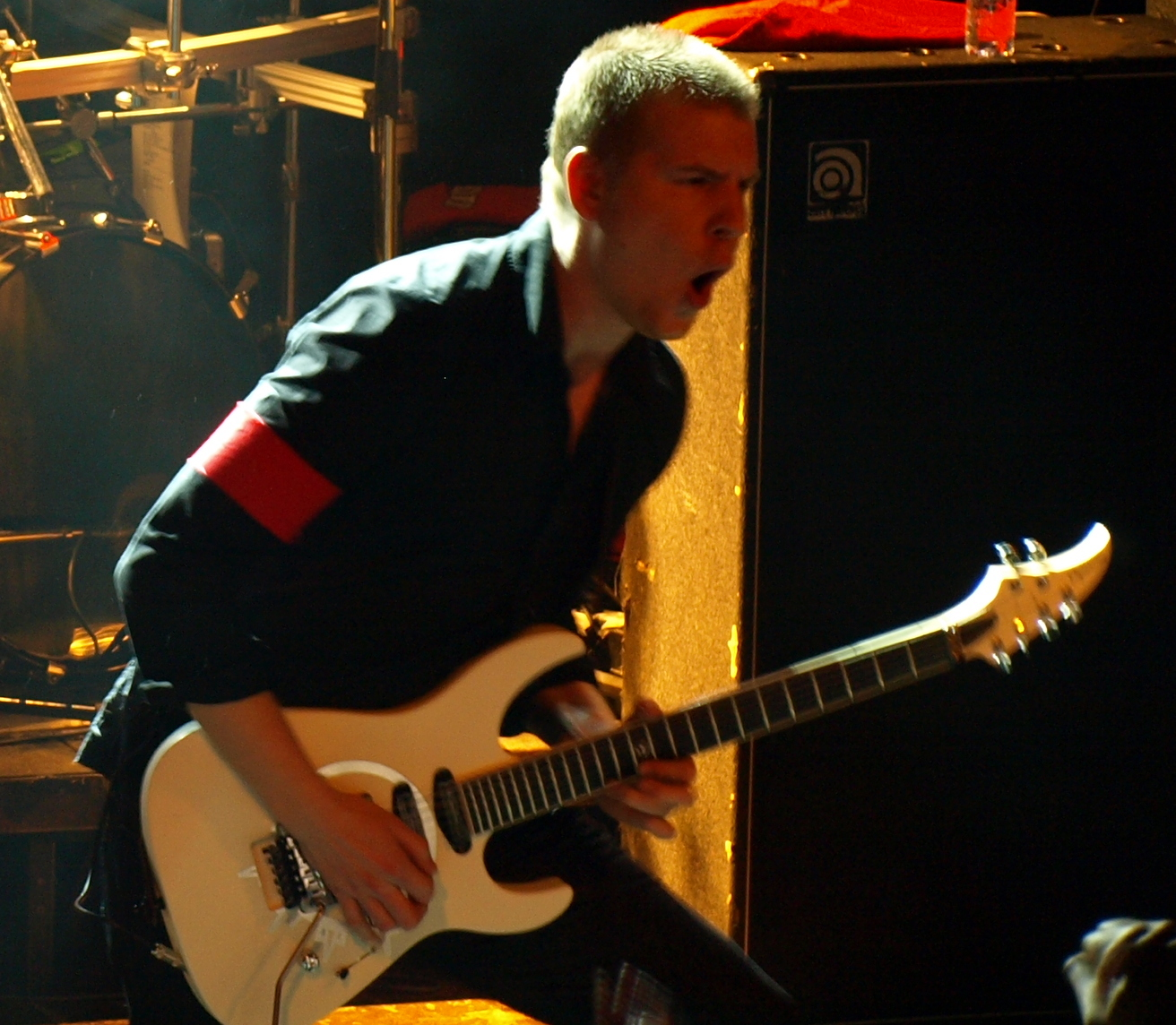
クリストファー・アモット(G) 2008年

1996年、イギリスのエクストリーム・メタルバンド「カーカス」に参加していたことのあるマイケル・アモット(G)等によって結成される。
1st『BLACK EARTH』
彼はカーカス脱退後スウェーデンに戻り、しばらくハードロックバンド「スピリチュアル・ベガーズ」を結成し活動していたが、デスメタルのプロジェクトとして「アーチ・エネミー」を立ち上げ、1stアルバム『Black Earth(ブラック・アース)』を制作。ロング・アゲイン・レコードからリリースされた。このアルバムはマイケルが殆どの曲を作詞作曲しており、ベースもマイケルがプレイしている。アルバムクレジット上ではヨハンがベースを担当したという表記がなされている。だが実際は、アーチ・エネミーをよりバンドという形に見せる為の手段のひとつだったそうだ。このアルバムは、そのクオリティの高さや日本の所属レコード会社トイズファクトリーのプロモーション効果も手伝って、日本国内で高い評価を受けた。
1997年3月には、「カテドラル」の来日公演のスペシャルアクトとして初来日公演を行う。当初はこの公演後、その活動にピリオドを打つ予定だったというが、日本公演でファンに熱狂的に迎えられた彼らはバンドの続行を決意する。この当時のマイケルのメインバンドは「スピリチュアル・ベガーズ」だった。
2nd『STIGMATA』
1998年、2ndアルバム『Stigmata(スティグマータ)』を発表。前作で打ち出した暴虐性をそのままに、沈み込むようなヘヴィなグルーヴが支配する作風となる。このアルバムをレコーディングする際にダニエル・アーランドソン(Ds)が一時バンドから離脱しており、彼の代役としてピーター・ウィルドアー（後にダーケインを結成する）が参加した。また本作より、「センチュリー・メディア・レコード」の所属となった。
作品はミドル・テンポの曲を中心に構成されていたが、日本のレコード会社とのライセンス契約の際に、レコード会社側から「これでは納得できない、もう2曲レコーディングしなきゃダメだ。速い曲を」と言われ、急遽、2曲追加することになった。またこのアルバムについてマイケル自身は、ダニエルが復帰した後に行われたアルバム完成後の来日公演でライヴパフォーマンスが酷かったり、そのツアー中にマイケル本人が当時のベーシストであったマーティン・ベンソンとバーで喧嘩した苦い経験もあって、思い入れは浅いと語っている。結局、この後マーティンはバンドを離れている。
3rd『BURNING BRIDGES』
1999年、マーティンの後任にマーシフル・フェイトなどで活動していたシャーリー・ダンジェロ(B)が加入。そして3rdアルバム『BURNING BRIDGES(バーニング・ブリッジズ)』を発表。デビュー時から築き上げてきた暴虐性と叙情性の融合はこのアルバムで完成することとなる。
この年に行われたチリ公演ではシャーリーではなくディック・ロウグレン（後にメシュガーに加入）がベースを担当した。同年10月、ウィッチリーを前座に迎えた3度目の来日公演後にシャーリーが脱退。翌2000年1月のネヴァーモアのサポートアクトとして廻った全米ツアーではThe Quillのロジャー・ニルソンをサポートベーシストに迎えて乗り切った。結局、シャーリーは同年中に復帰した。
秋には、マイケルがカーネイジ時代からの盟友であったヴォーカルのヨハン・リーヴァを、彼のライヴパフォーマンスにおける技量不足を理由に解雇する。マイケルにとってヨハンは盟友という事もあり、彼の解雇については苦渋の決断であったそうだが、現在でも彼らは友好的な関係を保っている。

### アンジェラ・ゴソウ在籍期 (2000年 - 2014年)

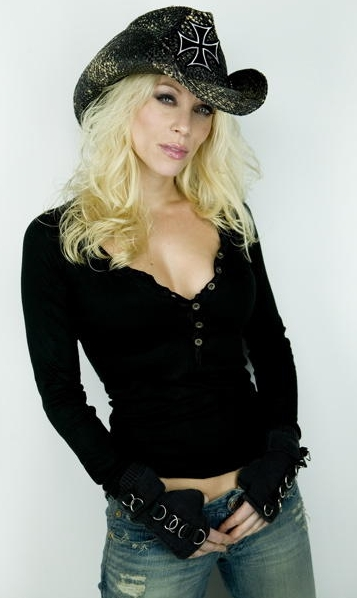
アンジェラ・ゴソウ(Vo) 2008年

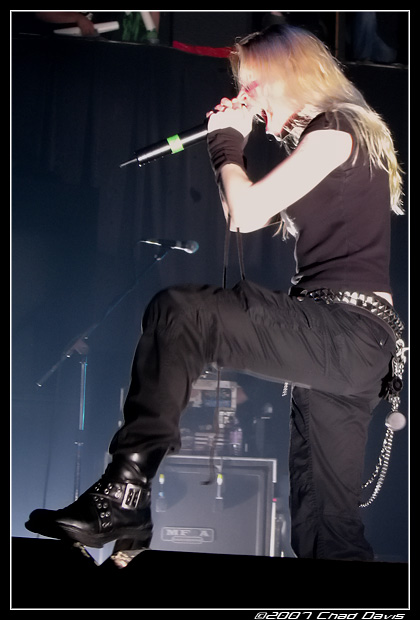
USAミルウォーキー公演 (2006年)

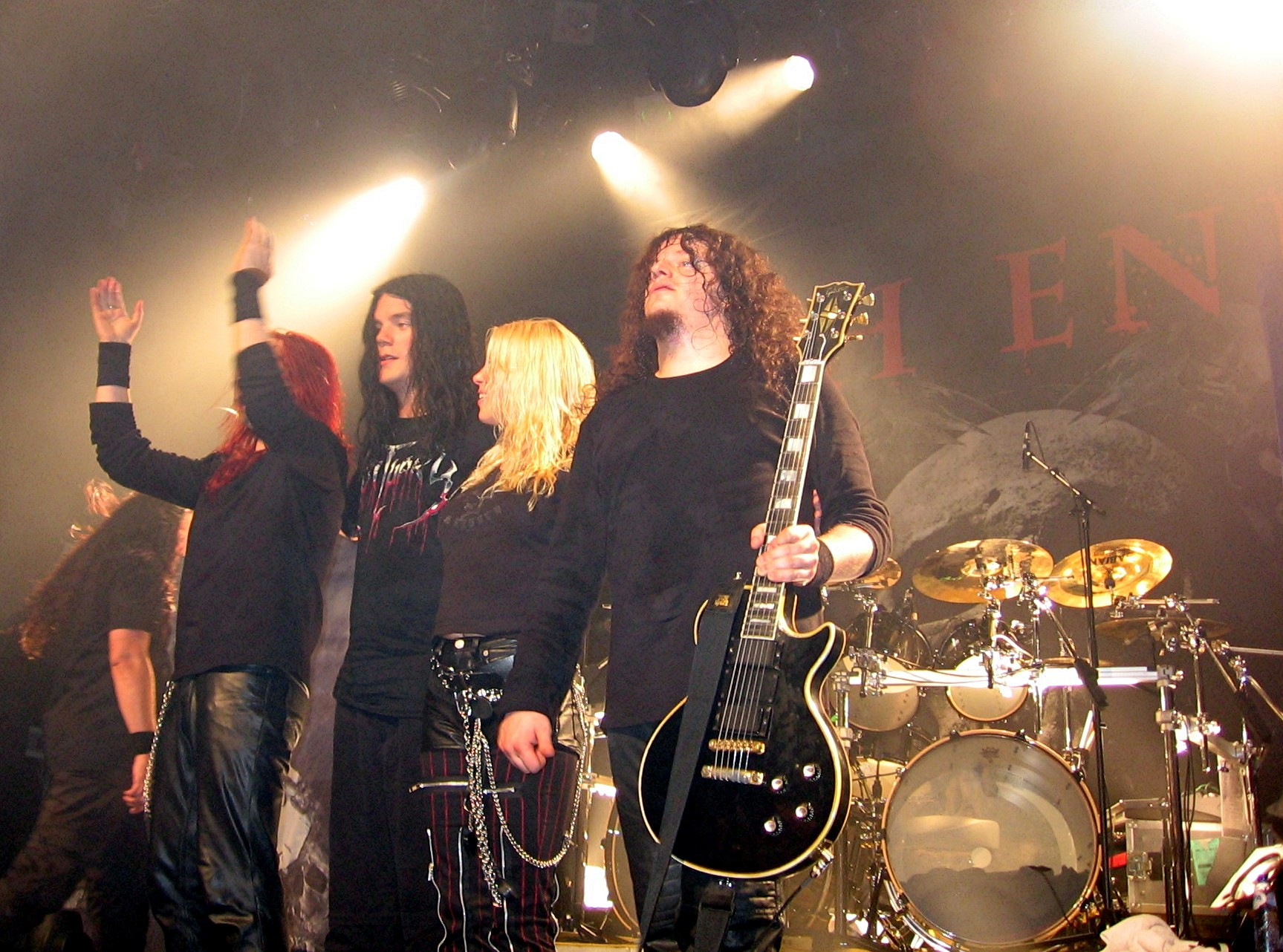
2007年のグループショット

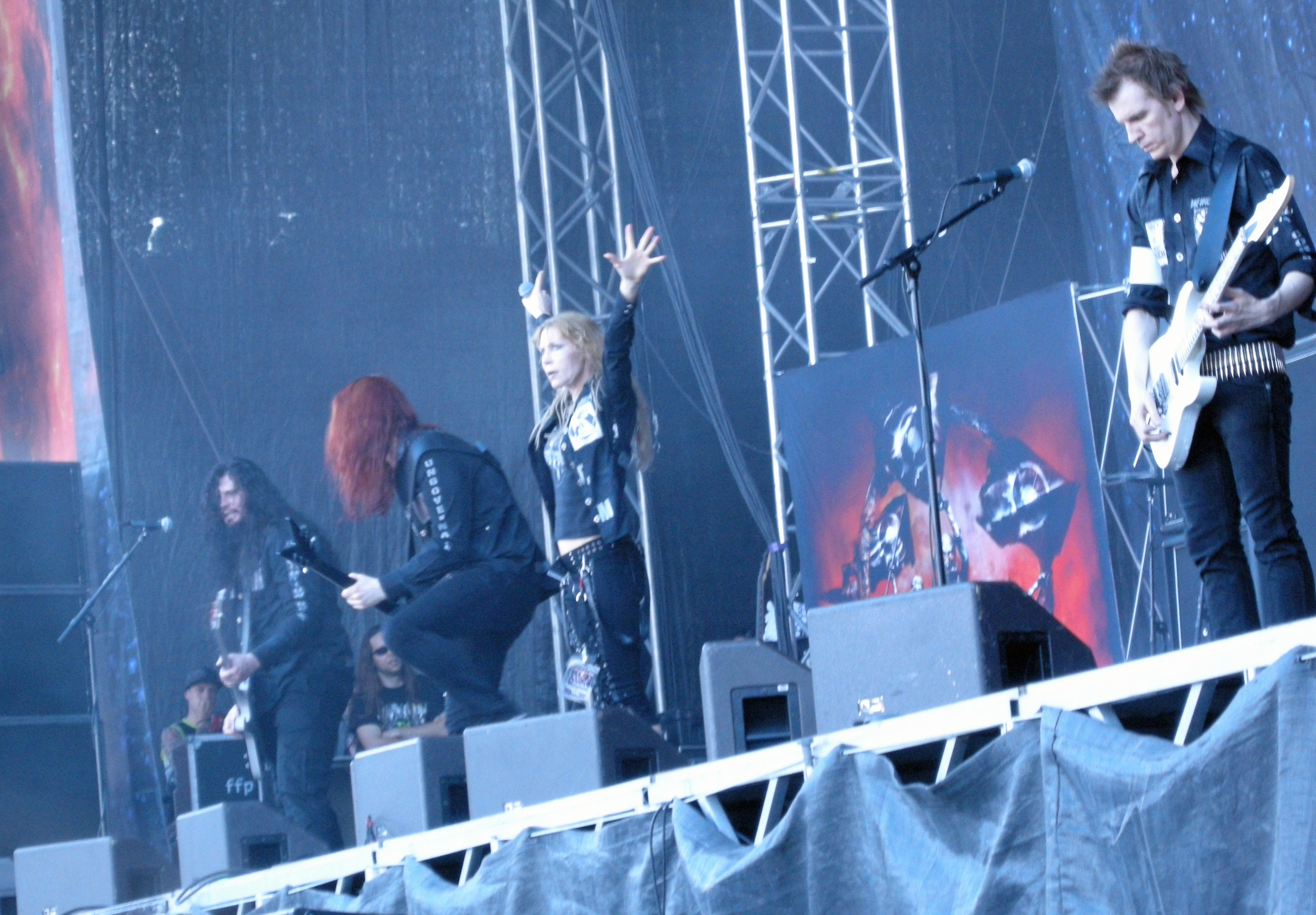
スウェーデン・ストックホルム公演 (2011年7月)

4th『WAGES OF SIN』
ヨハンの解雇の後、後任ヴォーカリストを迎えないまま4thアルバムの制作作業を進める。後任としてアット・ザ・ゲイツで活動していたトーマス・リンドバーグや元カーカスのジェフ・ウォーカーが加入するという噂もあったが、2000年12月、4thアルバム完成間近となった頃にドイツ人女性ヴォーカリスト アンジェラ・ゴソウがメンバーとして加入した。加入のきっかけは、1999年秋のドイツBochum公演でウェブマガジンのインタビュアーとしてバンドと初めて対面したアンジェラがクリストファーに手渡した、当時彼女が在籍していたMistressのデモテープであった。このテープを保管していたクリストファーからの推薦があったという。
2001年春、バンドはアンジェラが加入した事実を伏せたまま、4thアルバム『Wages of Sin(ウェイジス・オブ・シン)』からの新曲を公開。当時、新曲で声を聴いた人々の誰もが、その声の主は男性だと信じて疑わなかった。その後の正式発表で彼女の名前とプロモーション写真が公開され、ファンのみならず業界全体に大きな驚きと衝撃を与えた。同作は疾走感を抑えたモダンな作風で、よりパワフルでメカニカルなヘヴィメタルを展開。この作品から、バンドの人気が徐々に日本だけでなく世界へと広がっていく。
5th『ANTHEMS OF REBELLION』
2002年より、マイケル・アモットが立ち上げたサベージ・メサイア・ミュージック (Savage Messiah Music)の所属となる。ただし配給などに関しては、これまでの所属レーベルであるセンチュリー・メディア・レコードが担っている。
2003年、5thアルバム『Anthems of Rebellion(アンセムズ・オブ・リベリオン)』を発表。前作で得た攻撃性をより前面に押し出した。一方で曲構成がシンプルになり、クリストファーのクリーン・ヴォーカルを導入した。楽曲をシンプルにしすぎたことをマイケル本人も認め、以降のアルバムでは複雑性を取り戻している。
6th『DOOMSDAY MACHINE』
2004年のツアー終了後、年末から6thアルバムに向けてのアルバム制作を開始する。2005年6月、6thアルバム完成間近となってから、クリストファーの脱退が発表された。脱退の理由は、暫く学業に専念するため。他のメンバーも引きとめようと努力したものの彼の意志は固く、脱退することになった。
同年7月、6thアルバム『Doomsday Machine(ドゥームズデイ・マシーン)』を発表。やはりモダンな作風ながら、初期に見られた叙情性のあるツインギターを再び前面に押し出した。
クリストファー脱退後、オズフェストへの参加が決定し、急遽後任としてナイトレイジやファイアーウインドなどでの活躍で知られるギリシャ人ギタリスト、ガス・Gを迎えた。尚、バンド側はガス・Gに正式加入を打診するも、自身のバンドであるファイアーウインドに専念するため、夏のアメリカ・ツアー終了をもってバンドを離れた（後にガス・Gは、他に掛け持ちしていたバンドも全て脱退している）。
同年9月、元タリスマンのフレドリック・オーケソン(G)がクリストファーの後任のパーマネント・メンバーとして加入することをバンドは発表。彼は同年10月下旬に行われた来日公演にも同伴し、成功を収めた。2006年に日本のHR/HMフェス｢LOUD PARK 06｣に初出演。以降も度々参加。同フェス最多出演バンドである。
7th『RISE OF THE TYRANT』/ 8th『KHAOS LEGIONS』

2007年3月下旬、クリストファーが復帰を表明。このためフレドリックは脱退した。同年、7thアルバム『Rise of the Tyrant(ライズ・オブ・ザ・タイラント)』をリリース。
2009年9月、セルフカバー・アルバム『The Root of All Evil(ルート・オブ・オール・イーヴィル)』をリリース。ヨハンがボーカルを執っていた初期3枚のアルバムから12曲が再録音された。
2011年5月、8thアルバム『Khaos Legions(ケイオス・リージョンズ)』をリリース。
2012年3月5日、トゥルーパー・エンタテインメントのページにおいて、クリストファーの脱退と、アメリカのテクニカルデスメタル・バンド「アーシス」の、ニック・コードル(G)の加入が発表された。クリストファー脱退の理由についてバンドは、『ただ単にエクストリームなメタルを演奏することに今はもう違和感を覚えるようになってしまったというだけの話』と語っている。

### アリッサ・ホワイト＝グラズ在籍期 (2014年 - 現在)

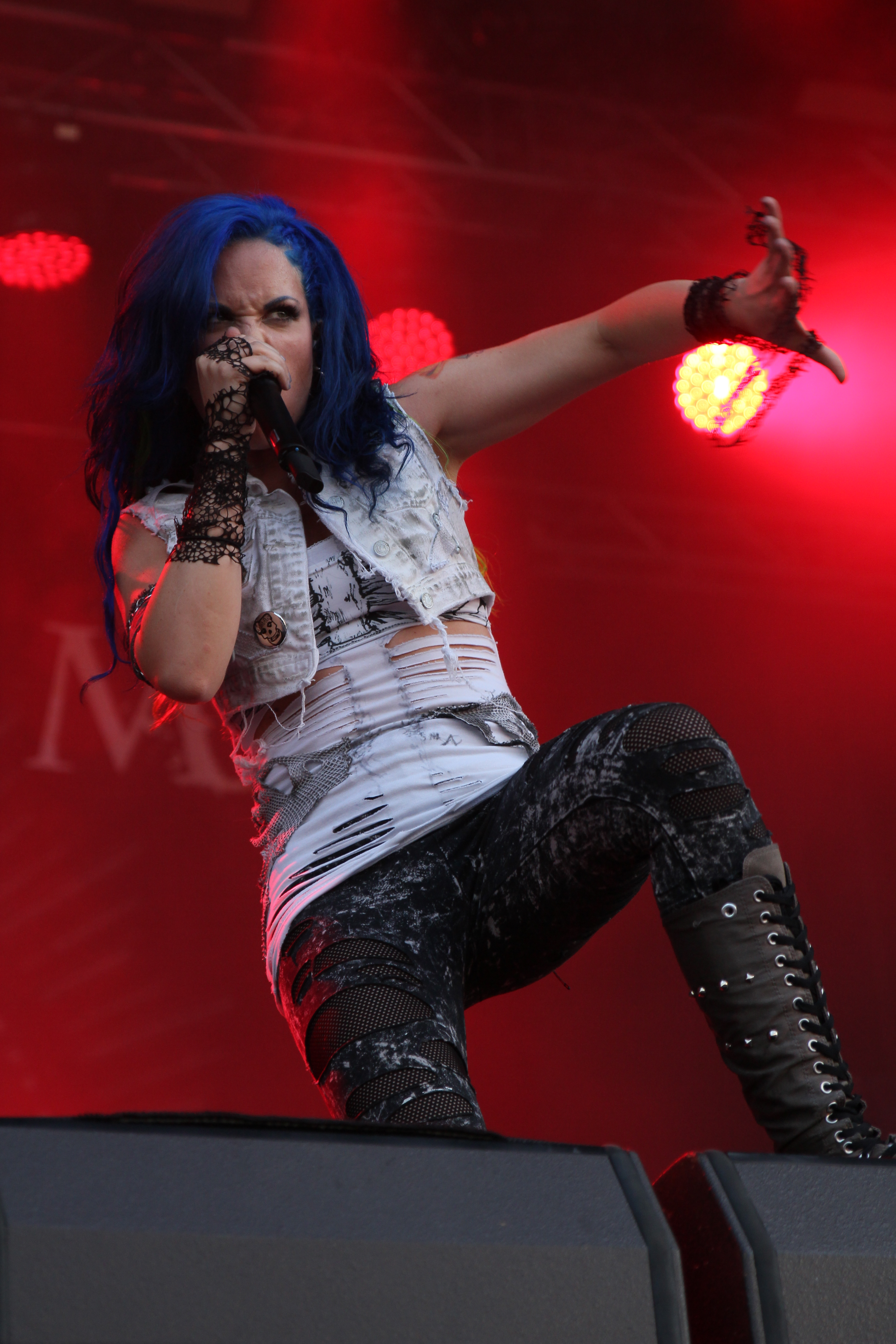
アリッサ・ホワイト＝グラズ(Vo) 2014年

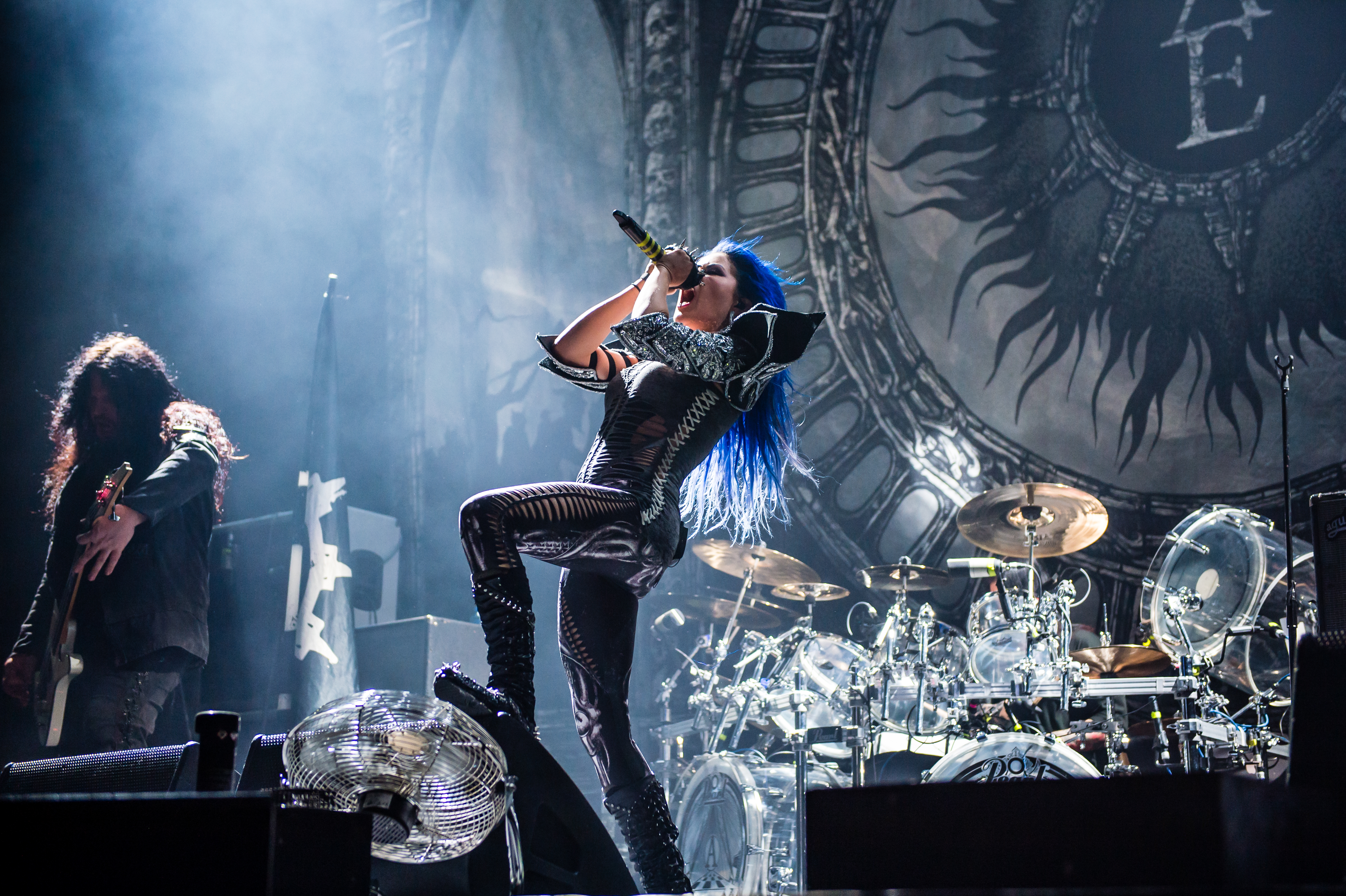
ドイツ・オーバーハウゼン公演 (2015年11月)

9th『WAR ETERNAL』

2014年3月17日、アンジェラ・ゴソウ(Vo)が引退し、「ジ・アゴニスト」のアリッサ・ホワイト＝グラズ(Vo)の加入が発表された（同時にジ・アゴニストから脱退）。アンジェラはバンド活動からは引退したが、アーチ・エネミー他のマネージャー業に専念。引き続き音楽ビジネスに携わっている。
同年6月、アリッサが参加した初の9thアルバム『War Eternal(ウォー・エターナル)』をリリース。
同年10月、「LOUD PARK 14」に出演。当時出演予定だったヘッドライナーのMANOWARが開催直前に突然キャンセルし、バンドが初日のメインステージのヘッドライナーに繰り上げされた。アリッサを迎えてから初の日本公演だった。更に11月には、ニック・コードル(G)が脱退。後任として元「ネヴァーモア」のジェフ・ルーミス(G)の加入が発表された。
2015年10月10日、「LOUD PARK 15」に出演した際には、オリジナルメンバーのヨハン・リーヴァ(Vo)とクリストファー・アモット(G)も客演した。
2016年、マイケル・アモットは前述のリーヴァ、C・アモットと意気投合。3rdアルバムのラインナップでデビュー20周年のプロジェクト「ブラック・アース」を開始する。同5月に来日公演を開催し、デビューアルバムの完全再現ライブを実施。
10th『WILL TO POWER』
2017年9月、節目の10thアルバム『Will to Power(ウィル・トゥ・パワー)』をリリース。C・アモットも作曲提供に協力した。
2023年12月末、ジェフ・ルーミス(G)の脱退、後任にジョーイ・コンセプション(G)の加入を発表。

## メンバー

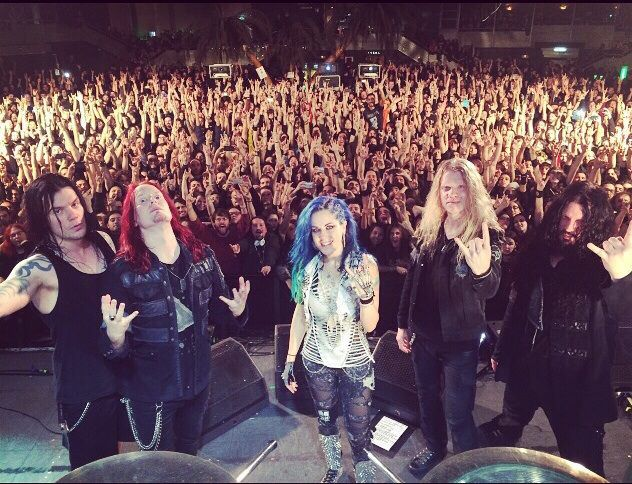
2015年のグループショット

### 現ラインナップ
※2023年12月末時点 
- アリッサ・ホワイト＝グラズ (Alissa White-Gluz) - ボーカル (2014- )
アーチ・エネミー加入前はジ・アゴニストに在籍していた。キャメロットでもゲストでクリーンボーカルを披露している。
- マイケル・アモット (Michael Amott) - ギター (1996- )
スピリチュアル・ベガーズ、カーカスでも活動。
- ジョーイ・コンセプション (Joey Concepcion) - ギター (2023 - )
- シャーリー・ダンジェロ (Sharlee D'Angelo) - ベース (1998-1999, 2000- )
マーシフル・フェイト、キング・ダイアモンド、ディスメンバー、シナジー等数多くのバンドに在籍していた。現在でもウィッチリーに在籍している。
彼が愛用しているアイバニーズのベースはシグネイチャーモデルとして日本国内でも販売されている。
- ダニエル・アーランドソン (Daniel Erlandsson) - ドラムス (1996, 1998- )
加入前はユーカリストやイン・フレイムスに在籍していた。
クレイドル・オブ・フィルスに在籍していたエイドリアン・アーランドソンは実兄にあたる。

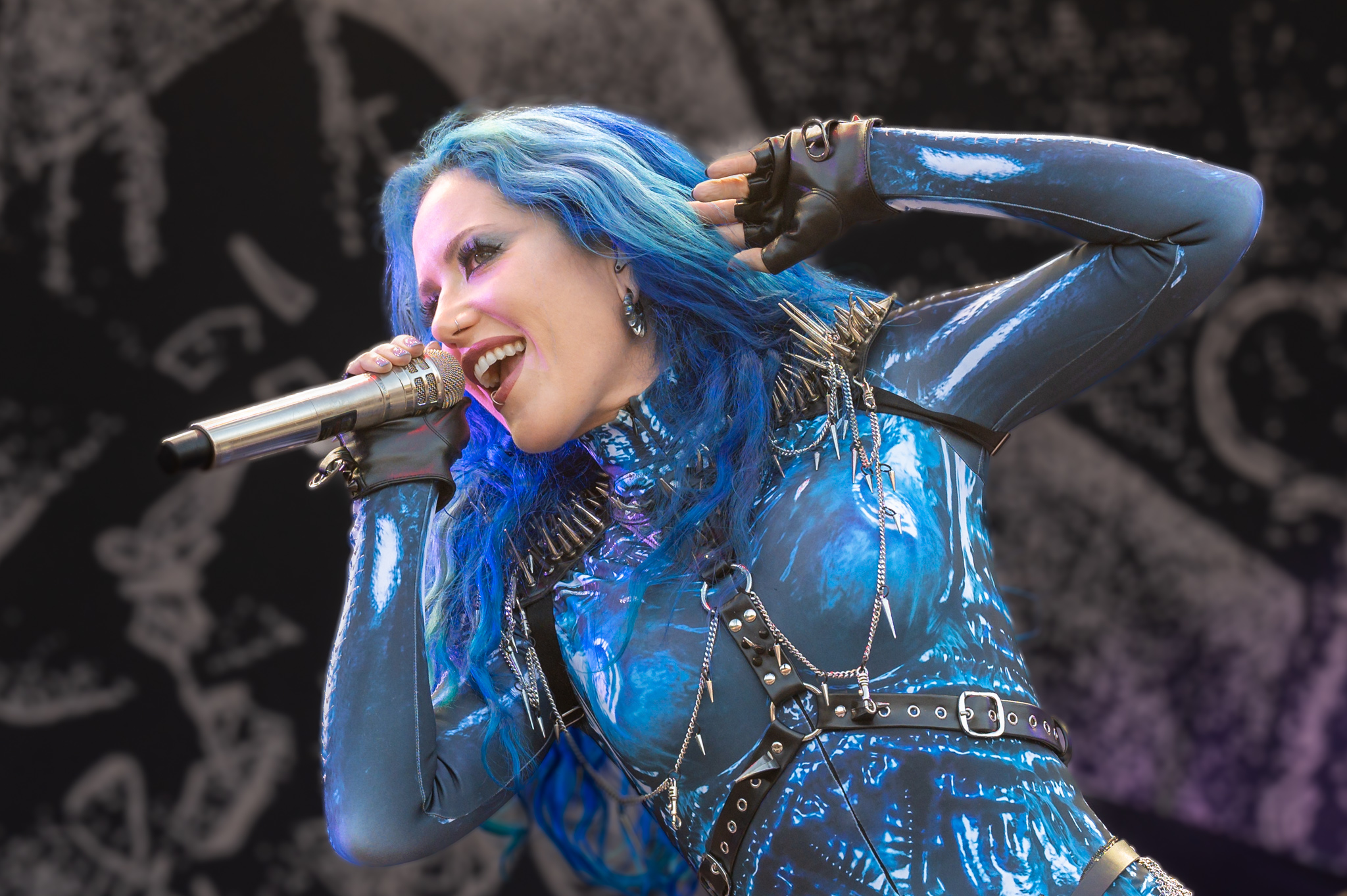
アリッサ・ホワイト＝グラズ(Vo) 2023年
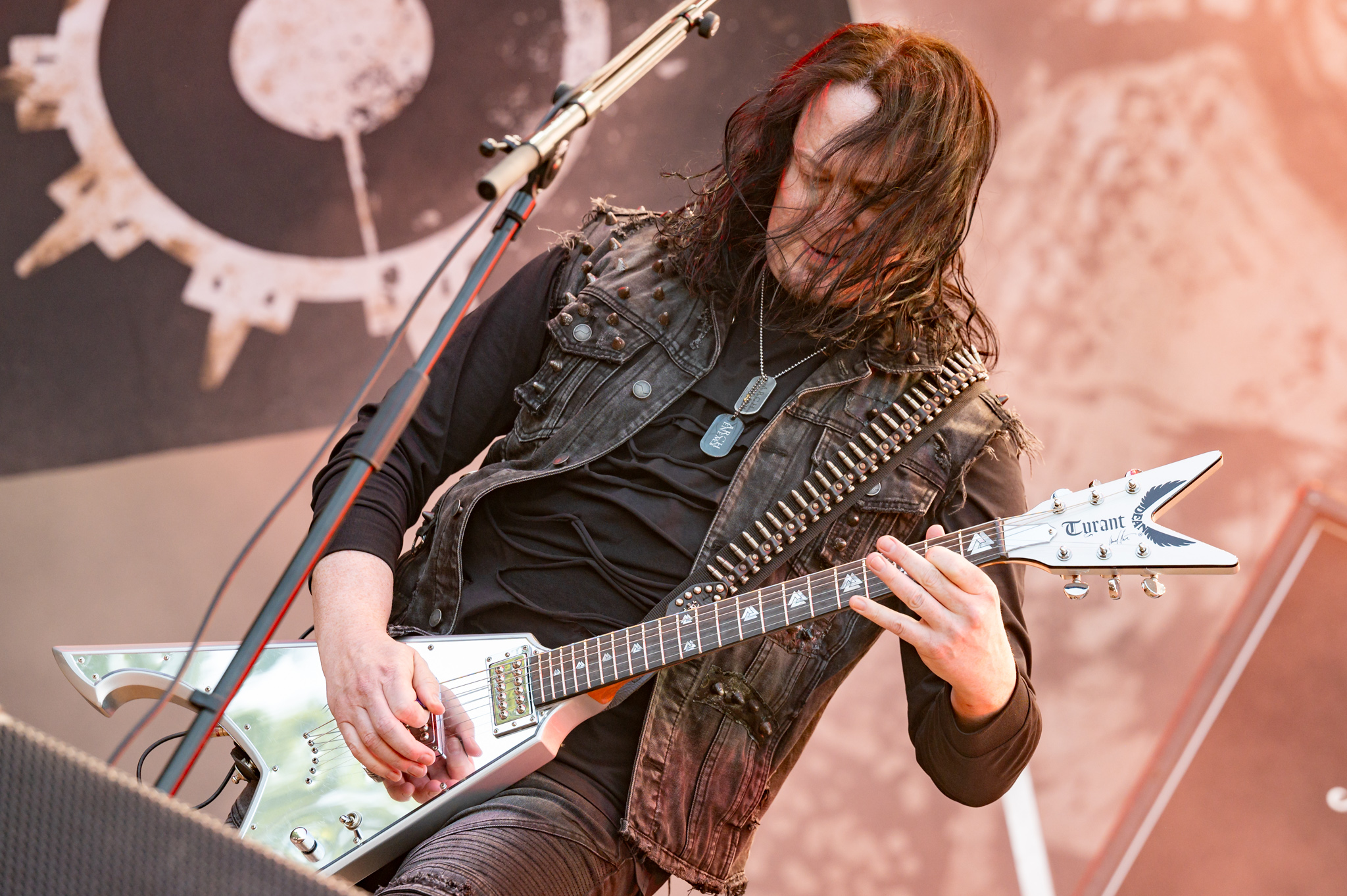
マイケル・アモット(G) 2023年
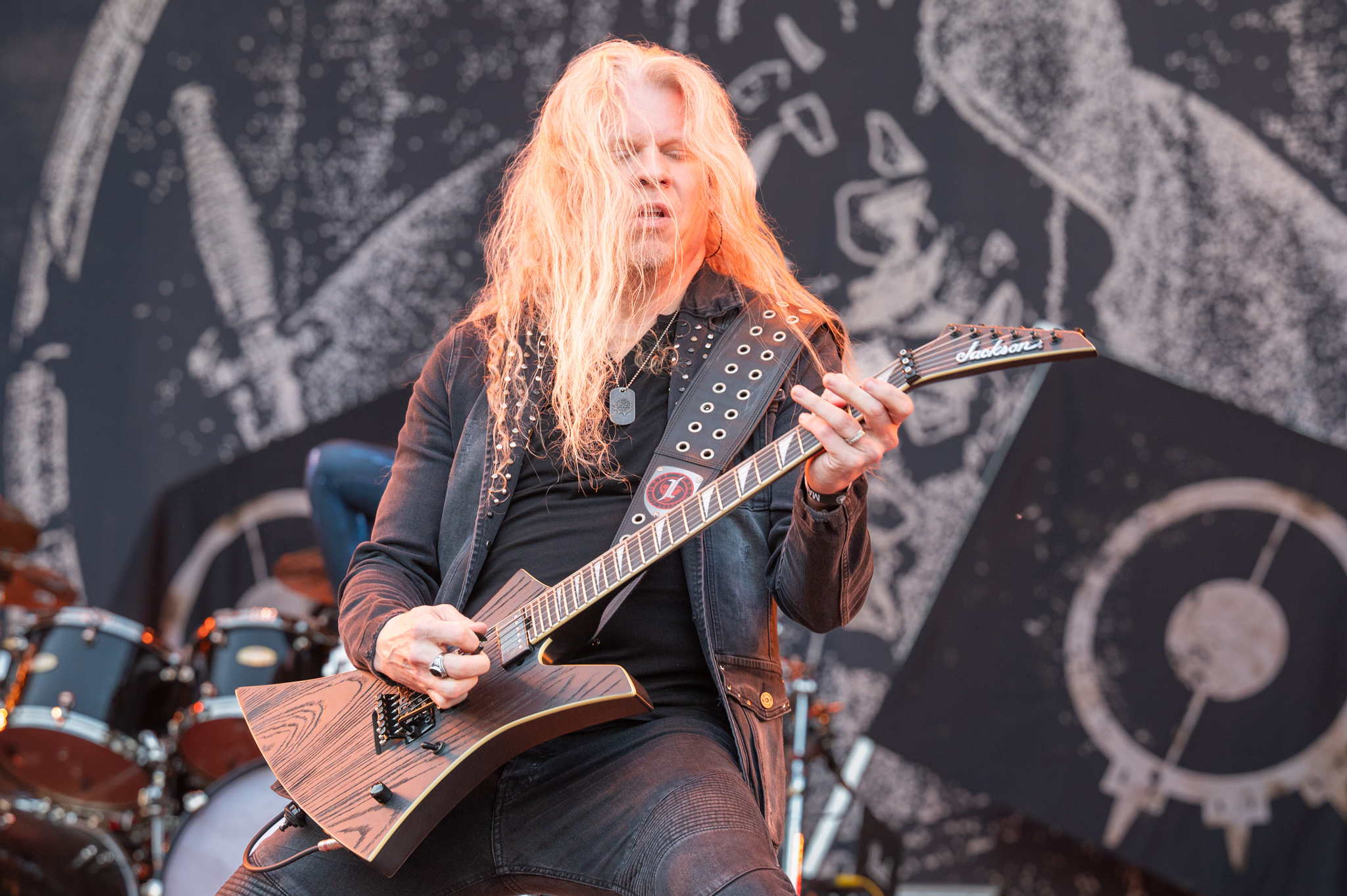
ジェフ・ルーミス(G) 2023年
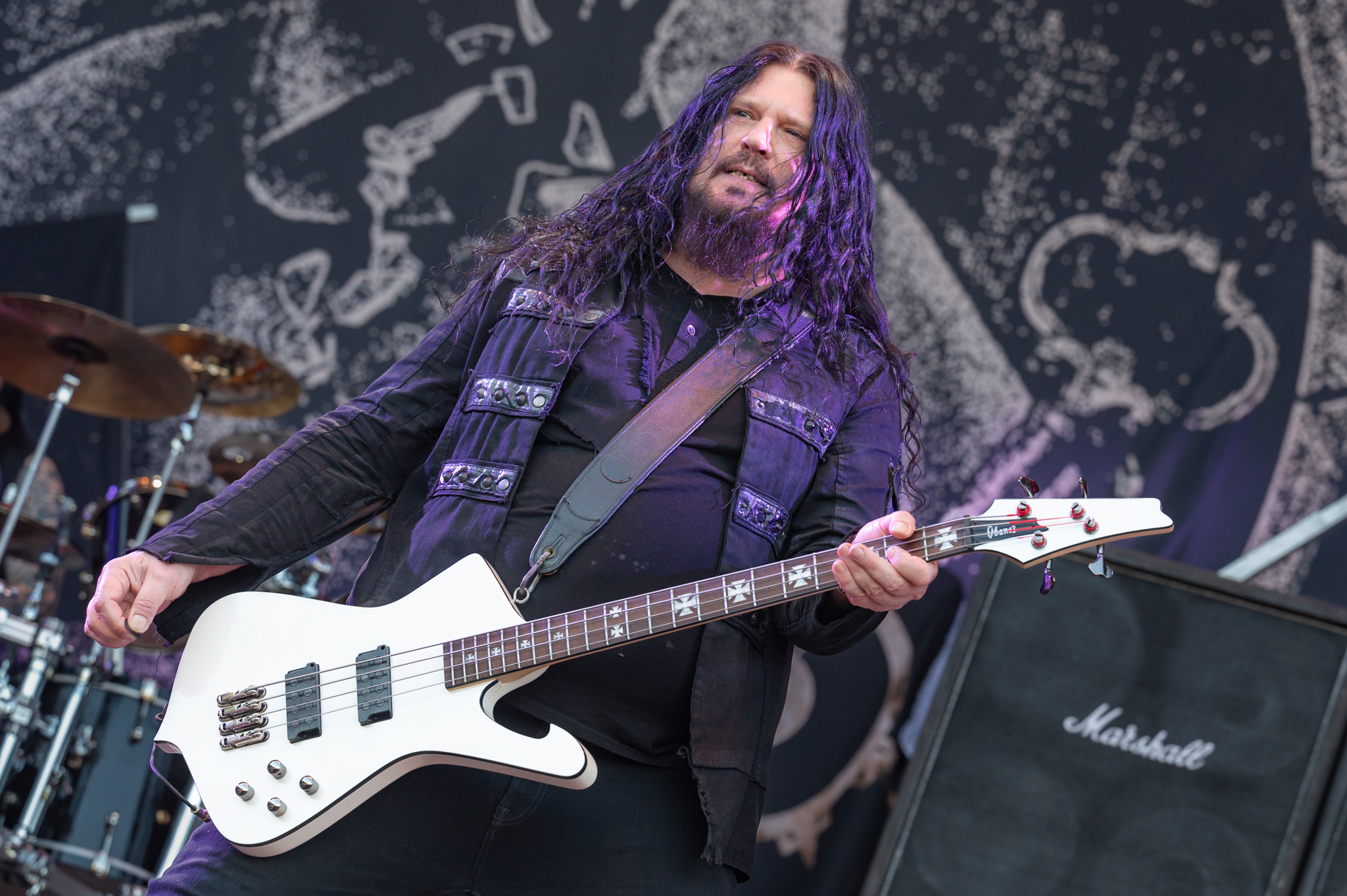
シャーリー・ダンジェロ(B) 2023年
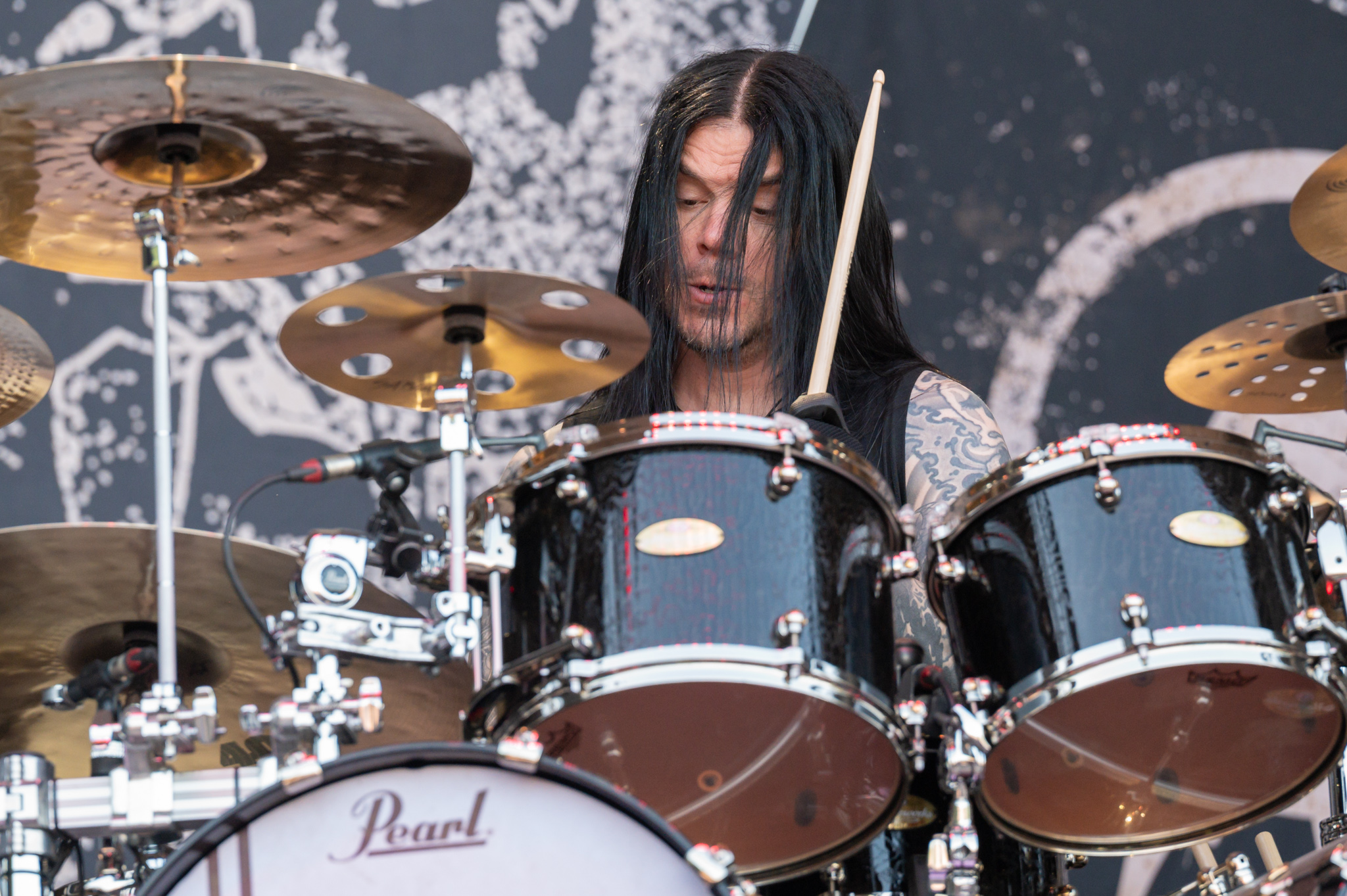
ダニエル・アーランドソン(Ds) 2023年

### 旧メンバー
- ヨハン・リーヴァ (Johan Liiva) - ボーカル（1996-2000)
元カーネイジ、ファーボウル等。脱退後ノンイグジストやハースに所属。2015年11月再びノンイグジストを脱退。
1stのアルバムクレジットにレコーディングでベースを担当したと表記されているが、実際に弾いたのはマイケル。
- アンジェラ・ゴソウ (Angela Gossow) - ボーカル (2000-2014)
元Asmodina、元Mistress。引退後はアーチ・エネミー他のマネージャー業に専念。
- フレドリック・オーケソン (Fredrik Åkesson) - ギター（2005-2007)
元タリスマン、現オーペス。またティアマットのツアーに参加した。
- クリストファー・アモット (Christopher Amott) - ギター (1995-2005,2007-2012)
脱退後は脱退前から活動していたアルマゲドンとして活動。後に、ダーク・トランキュリティに加入した。
- ニック・コードル (Nick Cordle) - ギター (2012-2014)
- ジェフ・ルーミス (Jeff Loomis) - ギター (2014- 2023)
加入前はサンクチュアリやネヴァーモアに在籍。Conquering Dystopiaやソロとしても活動。
ディス・ミーンズ・ユーに在籍していた。加入時アーシスに在籍していたが、同年中に脱退し、アーチ・エネミーに専念していた。 脱退後はサンクチュアリやインソムニウムでサポートギタリストとして参加。
- マーティン・ベンソン (Martin Bengtsson) - ベース（1997-1998)
1998年の2ndアルバム『STIGMATA(スティグマータ)』に参加。

### サポート・メンバー
- ガス・G (Gus G) - ギター (2005)
脱退したクリストファー・アモットの代役として2005年にツアーに参加。現在はオジー・オズボーンのメンバーとして活動中。
- ディック・ロウグレン (Dick Lövgren) - ベース (1999)
1999年のチリ公演に参加。現在メシュガーに在籍。
- ロジャー・ニルソン (Roger Nilsson) - ベース (2000)
2000年1月の全米ツアーに参加。The Quillに在籍。ファイアバードやスピリチュアル・ベガーズにも在籍の過去あり。
- ピーター・ウィルドアー (Peter Wildoer) - ドラムス (1998)
1998年の2ndアルバム『STIGMATA(スティグマータ)』に参加。
現在ではダーケインをメインに活動している。

## 音楽的特徴
- ダニエル・アーランドソンの激しいドラムに、デスメタル特有のグロウルや強靭なギターリフ、さらに叙情的なリードギターを組み合わせた独特のスタイルを持つ。これはリーダーのマイケル・アモットが参加した最初のバンドである「カーネイジ」（このバンドにはディスメンバーの中核となるマッティ・カルキらも在籍していた）の北欧的な叙情的要素と、彼が敬愛するギタリストマイケル・シェンカーからの影響である。
- マイケルは情緒的で直感的なメロディアスなギターラインを、弟のクリストファーはイングヴェイ・マルムスティーンスタイルの速弾きを得意としていた。後任のギタリスト達もマイケルのプレイスタイルとは異なり、クリーンなトーンでテクニカルなプレイを得意とするギタリストが起用される傾向がある。楽曲におけるギタリスト2人の役割分担はある程度決まっている。リフやリードのハーモニーを弾く場合、マイケルが低いパートを、もう1人のギタリストが高いパートを演奏することが多い。
- クリストファー在籍時は、同じギターフレーズが繰り返されながら片方が変化していく展開の場合は、クリストファーが変化していくパートを弾く。また、クリーンギターやアコースティックギターは全てクリストファーが弾いていた。ただし、ギターのチャンネルの振り分けは決まっておらず、アルバム毎に異なっている。
- テンポ・チェンジをする曲が非常に多く、楽曲に陰と陽の抑揚を付けている。これはダニエルを中心に、メンバーの演奏能力の高さを証明するものでもある。一方、この手のバンドとしては珍しくブラストビートを駆使した楽曲が比較的少ないのも特徴であり、特に1st・3rd・4th・7thアルバムにはブラストビートを採用した楽曲が一切収録されていない。
- 1st～3rdアルバムではギターは2音半下げのチューニングがなされていたが、3rdアルバムに伴うツアー中に2音下げに変更している。これは音程が低すぎて音の輪郭がはっきりしないことやチューニングの不安定さが理由である。4thアルバム以降は2音下げで、ライヴでは初期の曲も全て2音下げのチューニングで演奏されている。
- ヴォーカルのスタイルについては、1st～3rdアルバムで活動したヨハン・リーヴァはハードコア・パンクからの影響を窺わせる、感情を撒き散らしながらグロウルするタイプ。度々ヴォーカルが入るテンポが独特なスタイル。
- その後加入し8thアルバムまで活動したアンジェラ・ゴソウはカーカスのジェフ・ウォーカーやモービッド・エンジェルのデヴィッド・ヴィンセントから大きな影響を受けた、デスメタル由来の無慈悲な強烈さと正確無比なリズム感を持つタイプ。
- 現ヴォーカリストのアリッサ・ホワイト＝グラズはジ・アゴニスト在籍当時にグロウルと同時に使っていたクリーンヴォーカルを、アーチ・エネミーでは封印している(実は9thアルバム収録の3曲に導入しているが、注意深く聴かないと気づかないレベル。)。彼女はアンジェラ同様正確なリズム感を持っているが、更なる特徴としてグロウルでの感情表現に長けており、グロウルでメロディを歌い上げる技力も持つ。
尚、2015年12月現在、アリッサはあるインタビューの中で、「将来バンドがクリーンな声を入れた方がよいと判断した曲が出来たら、それを実行するのもあり得るだろう。」と答えている。[16]
- 5thアルバム以降は従来の音楽性を基調にしつつ、アメリカのメタルシーンで主流となっている跳ねるようなリズムを多用していたが、7thでは原点に回帰。9thアルバムでは、バンドとしては初のオーケストラを導入した壮大な曲を収録した作品に仕上がった。

## ディスコグラフィー

### フルアルバム
- 1996年 ブラック・アース - Black Earth
- 1998年 スティグマータ - Stigmata
- 1999年 バーニング・ブリッジズ - Burning Bridges
- 2001年 ウェイジズ・オブ・シン - Wages of Sin
- 2003年 アンセムズ・オブ・リベリオン - Anthems of Rebellion
- 2005年 ドゥームズデイ・マシーン - Doomsday Machine
- 2007年 ライズ・オブ・ザ・タイラント - Rise of the Tyrant
- 2011年 ケイオス・リージョンズ - Khaos Legions
- 2014年 ウォー・エターナル - War Eternal
- 2017年 ウィル・トゥ・パワー - Will to Power
- 2022年 デシーヴァーズ - Deceivers
- 2025年 ブラッド・ダイナスティ - Blood Dynasty

### ライブ・アルバム
- 2000年 バーニング・ジャパン・ライヴ1999 - Burning Japan Live 1999
1999年の来日公演を記録したものである。ヴォーカルはヨハン。
- 2008年 タイランツ・オブ・ザ・ライジング・サン - Tyrants of the Rising Sun
2008年3月に新木場スタジオ・コーストで行われた来日公演を収録したもの。
- 2012年 アストロ・ケイオス2012 オフィシャル・ライヴ・ブートレッグ - Astro Khaos 2012 - Official Live Bootleg
日本盤のみ。2012年4月の来日公演中、次の公演予定だった韓国公演が突然キャンセルに。その替わりに急遽ブッキングされた原宿アストロホールで行われたライヴを収録。公式リリースではあるが音質はアルバムタイトル通りのブートレグレベル。

### コンピレーション・アルバム
- 2009年 Manifesto of Arch Enemy
- 2009年 ルート・オブ・オール・イーヴィル - The Root of All Evil
初期3作からの楽曲を、2009年当時のラインナップで再録音したセルフカバー・アルバム。
- 2019年 アーチ・エネミー ベスト2019 - Arch Enemy Best 2019

### シングル・ミニアルバム
- 2002年 バーニング・エンジェル - Burning Angel
- 2004年 デッド・アイズ・シー・ノー・フューチャー - Dead Eyes See No Future
メガデスの「Symphony of Destluction」、マノウォーの「Kill with Power」、カーカスの「Incarnate Solvent Abuse」のカヴァー収録。
- 2015年 ストーレン・ライフ - Stolen Life - 2015 Japan Tour EP
日本盤のみ。"ストーレン・ライフ(2015ヴァージョン)"は『ウォー・エターナル』スタジオアルバムの同曲でニックが弾いていたパートが、ジェフのギターに差し替えられている。2013年制作の同アルバムのデモヴァージョンも収録。

### ライブ・ビデオ
- 2006年 ライヴ・アポカリプス - Live Apocalypse - DVD
- 2008年 タイランツ・オブ・ザ・ライジング・サン - Tyrants of the Rising Sun - DVD
- 2016年 ウォー・エターナル・ツアー : トーキョー・サクリファイス - War Eternal Tour: Tokyo Sacrifice - BD/DVD
日本盤のみ。2015年3月に行われた東京公演を収録。

## 来日公演

### 1990年代
1997年
- 4月12日・13日 東京・渋谷ON AIR EAST、14日 大阪・W’OHOL
カテドラルのサポートアクトとして来日

1998年
- 11月16日 東京・新宿リキッドホール、18日 大阪・バナナホール

1999年
- 10月29日 大阪・BIG CAT、30日 東京・ON AIR EAST、11月1日 東京・新宿リキッドルーム

### 2000年代
2002年
- 3月9日 大阪・ON AIR OSAKA、11日 大阪・心斎橋ミューズホール、12日 名古屋・ボトムライン、13日 CLUB JUNK BOX、15日 東京・赤坂BLITZ、16日 川崎・クラブチッタ、18日 東京・原宿アストロホール
ヴォーカルがヨハンからアンジェラとなって初の来日公演。EDGE OF SPIRITが前座を務めた。

BEAST FEAST 2002
- 12月14日 千葉・幕張メッセ

2004年
THE IRON MAIDEN FESTIVAL
- 2月7日 大阪城ホール、8日 さいたまスーパーアリーナ
アイアンメイデン、ソナタ・アークティカが出演した。

- 6月13日 東京・O-EAST、16日 名古屋・ダイアモンドホール、17日 大阪・なんばHATCH、19日 福岡・DRUM LOGOS、21日 東京・SHIBUYA-AX

2005年
- 10月22日 東京・新木場STUDIO COAST、23日 大阪・ZEPP OSAKA、25日 名古屋・ZEPP NAGOYA、26日 広島・クラブクアトロ、27日 福岡・ZEPP FUKUOKA、29日 東京・高田馬場ESPホール
22日、23日、25日、26日、27日はトリヴィアムが前座を務めた。

2006年
LOUD PARK 06
- 10月14日 千葉・幕張メッセ

2007年
LOUD PARK 07
- 10月21日 さいたまスーパーアリーナ、22日 大阪・ZEPP OSAKA(LOUD PARK 07 OSAKA)

2008年
- 3月7日 川崎・クラブチッタ、8日 東京・新木場STUDIO COAST、10日 名古屋・ダイアモンドホール、11日 大阪・なんばHATCH
シャドウズ・フォールとジョブ・フォー・ア・カウボーイが前座を務めた。

2009年
LOUD PARK 09
- 10月17日 千葉・幕張メッセ

### 2010年代
2011年
LOUD PARK 11
- 10月15日 さいたまスーパーアリーナ

2012年
- 4月13日 東京・SHIBUYA-AX、14日 横浜BLITZ、16日 名古屋・ダイアモンドホール、17日 大阪・BIG CAT、19日・20日 東京・原宿アストロホール(追加公演)
ENGELが前座を務めた。14日の横浜公演は4thアルバム WAGES OF SIN完全再現ライブ。
17日の日本公演終了後に韓国でライブを行う予定だったが、韓国AX-MAYHEM FESTIVALがキャンセルとなったため、急きょ日本に滞在することになり、19日、20日の追加公演が決定した。またライブ終了後サイン会も行われた。

2014年
LOUD PARK 14
- 10月18日 さいたまスーパーアリーナ
ヴォーカルがアンジェラからアリッサに交代してから初の来日公演。

2015年
- 3月2日・3日　東京・渋谷TSUTAYA O-EAST、4日　名古屋ボトムライン、5日　大阪・BIGCAT、6日　広島・CLUB QUATTRO
ギターがニックからジェフに交代してから初の来日公演。

LOUD PARK 15
- 10月10日   さいたまスーパーアリーナ
“Bury Me An Angel”, “The Immortal”, “Fields Of Desolation”では旧ボーカルのヨハン、旧ギターのクリスも参加。

2018年
- 2月19日 名古屋Diamond Hall、20日・21日　東京・六本木EX THEATER、23日　札幌Zepp Sapporo、26日　福岡DRUM LOGOS、27日 広島CLUB QUATTRO、28日 大阪なんばHatch

2023年
DECEIVERS JAPAN TOUR 2023
- 2月22日　Zepp DiverCity、2月24日　Zepp Sapporo、2月27日　Zepp Nagoya、2月28日　Zepp Namba、3月1日　Zepp Fukuoka、3月3日　Zepp DiverCity
5年ぶりの来日ツアー[18]。